# 오상 (해주)
오상(吳祥, 1512년 ∼ 1573년)은 조선의 문관 겸 정치가이다. 본관은 해주(海州). 자는 상지(祥之), 호는 부훤당(負暄堂). 1534년(중종 29년) 문과에 급제하여 대사헌, 대제학을 거쳐 이조·호조·예조·병조·형조의 판서를 두루 역임하였다.

## 생애
해주 오씨 14세손으로, 아버지는 예조좌랑 오예손(吳禮孫)이다.
1531년(중종 26) 진사가 되고, 1534년 별시 문과에 병과로 급제하여 주로 사헌부·사간원·홍문관·승정원·육조에서 활동하였다. 사헌부에서 일곱 차례나 대사헌을 역임했고, 홍문관에서는 대제학(大提學)까지 승진하였다.
1543년 10월 경연에서 관학 교육의 쇠퇴 원인으로 학관 자격의 불충실, 학교 시설의 미비, 사습(士習)의 사치 등을 지적하고, 이 폐습을 개선해 관학을 진흥하도록 건의하였다.
1555년(명종 10) 시독관(侍讀官)이 되어 「태극도(太極圖)」를 진강했고, 언로 개방, 실추된 정령(政令) 및 습속의 개선, 내수사의 형 집행 부당성과 천인들의 동반정직(東班正職) 임명의 불가함, 군왕의 학술 진흥 등을 진술하였다. 1555년 동지사로 명나라에 가서 《대명회전(大明會典)》의 반입, 세자 택봉 등의 문제를 건의하였다. 이후 동부승지·우부승지·좌부승지·우승지·부제학·병조참판·예문관제학 등을 지냈다.
1559년(명종 14년) 승정원 도승지에 이르러 왕명의 출납을 관장하였다.
1571년(선조 4년) 호조 판서, 형조 판서, 이조 판서, 병조 판서, 예조 판서를 차례로 역임하였다.
1573년 한성부판윤을 거쳐 대사헌에 이르러 졸하자 류희춘(柳希春)의 일기(日記)에 이렇게 기록하였다.
오상은 안정(安靜)하고 자상하며 사장(詞章)에도 능한 선량한 사람이다. 조정(朝廷)이 좋은 선비를 잇달아 잃으니 누가 한탄하지 않겠는가.

손자는 1606년(선조 39년) 문과에 급제하여 사헌부 장령(掌令) 등을 역임한 오환(吳煥)이다.

## 저서
문장에 뛰어나 김주(金澍)·민기(閔箕)·정유길(鄭惟吉)·심수경(沈守慶) 등과 함께 8문장의 한 사람으로 일컬어졌다. 저서로는 《부훤당유고》 1책이 규장각 도서에 있다.

## 가족 관계
- 증조부 : 오중부(吳仲富)
  - 조부 : 오순(吳淳)
    - 부 : 오예손(吳禮孫)

  - 외조부 : 노우현(盧佑賢)
    - 모 : 안동 노씨(安東盧氏)
      - 형 : 오경(吳慶, 1490년 ~ 1558년)
      - 형 : 오하(吳賀)

    - 처부 : 신윤(申玧)
      - 부인 : 평산 신씨(平山申氏)
        - 아들 : 오이화(吳以和)
        - 아들 : 오이순(吳以順)
        - 며느리 : 전의 이씨(全義李氏) 이인량(李寅亮)의 딸
          - 손자 : 오환(吳煥, 1572년 ~ 1632년)
          - 손자 며느리 : 영산 신씨(靈山辛氏) 신종원(辛宗遠)의 딸

        - 아들 : 오이관(吳以寬)
        - 딸 : 정사웅(鄭士雄) 처 해주오씨(海州吳氏)
        - 딸 : 송유건(宋唯健) 처 해주오씨(海州吳氏)